# 绒背风毛菊
绒背风毛菊（学名：Saussurea vestita）是菊科风毛菊属的植物，是中国的特有植物。分布在中国大陆的云南等地，生长于海拔3,000米至3,900米的地区，一般生长在路边沙石地及山坡草地，目前尚未由人工引种栽培。